# Крайчикова
Кра́йчикова (рос. Крайчикова) — присілок у складі Каменського міського округу Свердловської області.
Населення — 95 осіб (2010, 112 у 2002).
Національний склад станом на 2002 рік: росіяни — 87 %.